# Château de Wrodow
Le château de Wrodow (Schloß Wrodow) est un château allemand situé dans le Mecklembourg à Wrodow, hameau appartenant à la commune de Mölln, dans l'arrondissement du Plateau des lacs mecklembourgeois. Il est situé à quinze kilomètres de Neubrandenburg.

## Historique

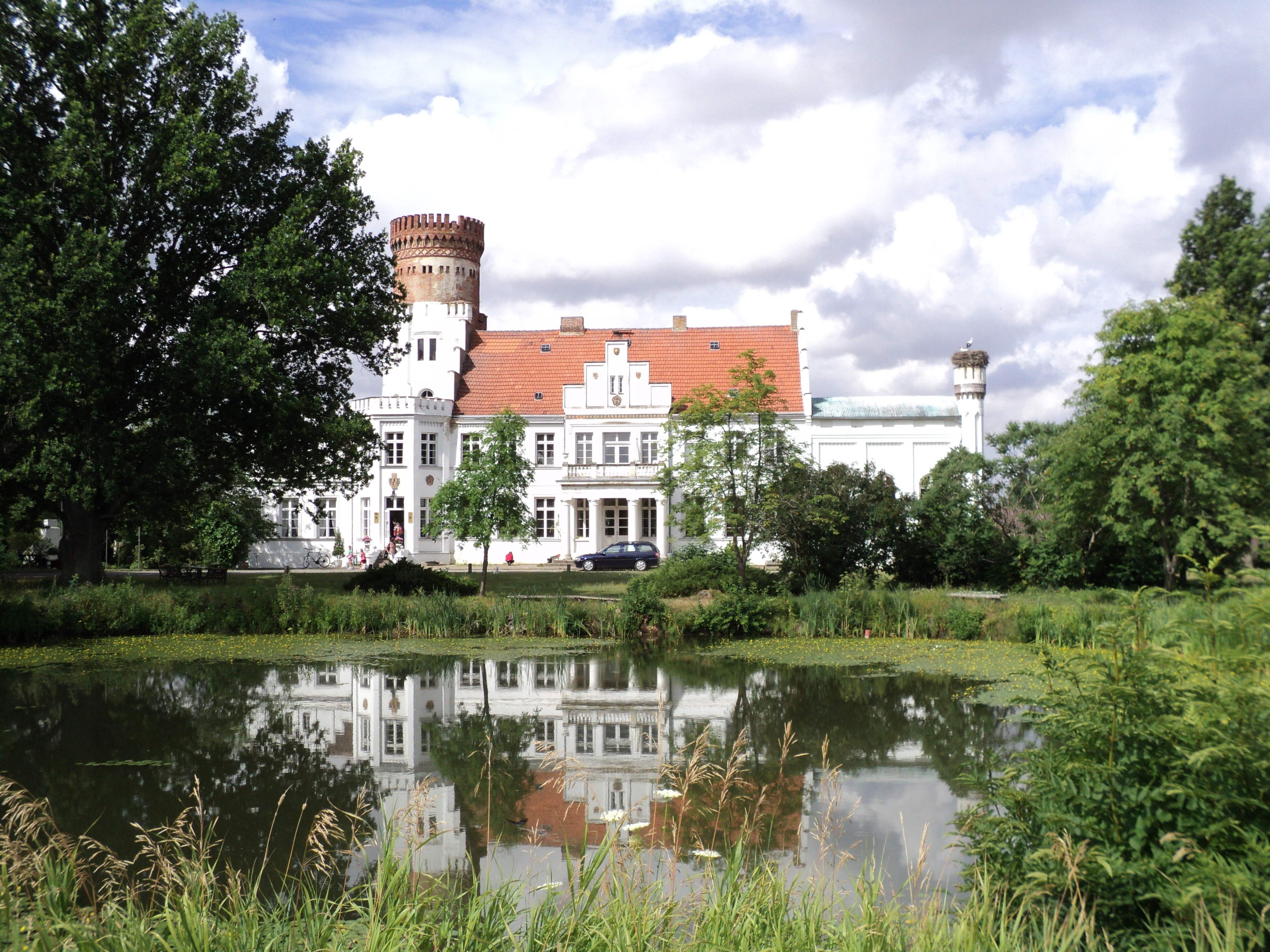
Le château en été avec sa cigogne juchée à droite sur son nid

C'est au XVIe siècle qu'est formé un domaine seigneurial à Wrodow. Il se trouve à la limite du village de Mölln. En 1860, le propriétaire de l'époque, Ludwir Neumann, fait construire un château historiciste dans le style Tudor des châteaux romantiques néogothiques, avec des éléments typiques de l'architecture du nord de l'Allemagne, comme les pignons à gradins. Le corps de logis comprend deux étages avec au milieu un portique d'honneur composé de colonnes doriques et surmonté d'une terrasse au-dessous d'un pignon à gradins. Le corps de logis est prolongé de deux ailes en continu, l'une flanquée à droite d'une petite tour néogothique et l'autre à gauche d'un avant-corps à trois côtés surmonté également d'une terrasse marquant la limite du corps de logis et prolongée d'une partie surmontée d'un pignon. Le corps de logis est dominé par une haute tour néogothique donnant sur la façade arrière.
La famille Neumann vit au château, jusqu'en 1943, date à laquelle il est transformé en internat de jeunes filles, provenant du lycée de Rostock, qui avait été détruit par un bombardement. Elles se replient ici avec leurs professeurs, jusqu'à ce que la région soit occupée par l'Armée soviétique. Le château est alors abandonné.
Grâce à l'engagement de la population locale, le château de Wrodow parvient à éviter la ruine totale et à retrouver la vie après la réunification allemande. Il est vendu en 1993 à une société d'artistes et restauré pendant une dizaine d'années. L'union artistique du château de Wrodow (Kunstverein Schloß Wrodow) qui le gère y organise des expositions et des séminaires. Rosa von Praunheim y a tourné deux films. Joseph Beuys l'a fréquenté à maintes reprises.

## Source
- (de) Cet article est partiellement ou en totalité issu de l’article de Wikipédia en allemand intitulé « Schloss Wrodow » (voir la liste des auteurs).